# العلاقات الإندونيسية البوروندية
العلاقات الإندونيسية البوروندية هي العلاقات الثنائية التي تجمع بين إندونيسيا وبوروندي.

## مقارنة بين البلدين
هذه مقارنة عامة ومرجعية للدولتين:
| وجه المقارنة                                              | إندونيسيا         | بوروندي                                    |
| --------------------------------------------------------- | ----------------- | ------------------------------------------ |
| المساحة (كم2)                                             | 1.90 مليون        | 27.83 ألف                                  |
| عدد السكان (نسمة)                                         | 263.99 مليون      | 10.86 مليون                                |
| الكثافة السكانية (ن./كم²)                                 | 138.94            | 390.23                                     |
| العاصمة                                                   | جاكرتا            | بوجومبورا، جيتيغا                          |
| اللغة الرسمية                                             | اللغة الإندونيسية | اللغة الكيروندية، لغة فرنسية، لغة إنجليزية |
| العملة                                                    | روبية إندونيسية   | فرنك بوروندي                               |
| الناتج المحلي الإجمالي (بليون دولار)                      | 1.02 تريليون      | 3.48 مليار                                 |
| الناتج المحلي الإجمالي (تعادل القوة الشرائية) بليون دولار | 2.85 تريليون      | 8.13 مليار                                 |
| الناتج المحلي الإجمالي الاسمي للفرد دولار أمريكي          | 3.35 ألف          | 277                                        |
| الناتج المحلي الإجمالي للفرد دولار أمريكي                 | 10.52 ألف         | 77                                         |
| مؤشر التنمية البشرية                                      | 0.684             | 0.400                                      |
| رمز المكالمات الدولي                                      | +62               | +257                                       |
| رمز الإنترنت                                              | .id               | .bi                                        |
| المنطقة الزمنية                                           |                   | ت ع م+02:00                                |

## منظمات دولية مشتركة
يشترك البلدان في عضوية مجموعة من المنظمات الدولية، منها:
| علم المنظمة | اسم المنظمة                                                | تاريخ انضمام إندونيسيا | تاريخ انضمام بوروندي |
| ----------- | ---------------------------------------------------------- | ---------------------- | -------------------- |
|             | مؤسسة التنمية الدولية                                      | 20 أغسطس 1968          | 28 سبتمبر 1963       |
|             | يونسكو                                                     | 27 مايو 1950           | 16 نوفمبر 1962       |
|             | وكالة ضمان الاستثمار متعدد الأطراف                         | 12 أبريل 1988          | 10 مارس 1998         |
|             | الأمم المتحدة                                              | 28 سبتمبر 1950         | 18 سبتمبر 1962       |
|             | العملية المشتركة للاتحاد الأفريقي والأمم المتحدة في دارفور | ?                      | ?                    |
|             | الاتحاد البريدي العالمي                                    | ?                      | ?                    |
|             | البنك الدولي للإنشاء والتعمير                              | 13 أبريل 1967          | 28 سبتمبر 1963       |
|             | الاتحاد الدولي للاتصالات                                   | 1949                   | 16 فبراير 1963       |
|             | منظمة حظر الأسلحة الكيميائية                               | ?                      | ?                    |
|             | مؤسسة التمويل الدولية                                      | 23 أبريل 1968          | 28 نوفمبر 1979       |
|             | المركز الدولي لتسوية المنازعات الاستشارية                  | 28 أكتوبر 1968         | 5 ديسمبر 1969        |
|             | منظمة التجارة العالمية                                     | ?                      | 23 يوليو 1995        |
|             | منظمة الشرطة الجنائية الدولية                              | 5 أكتوبر 1954          | ?                    |

## وصلات خارجية
- موقع وزارة الخارجية الإندونيسية